# 彼得罗拉
彼得罗拉（西班牙語：Pétrola）是西班牙卡斯蒂利亚-拉曼恰自治区阿尔瓦塞特省的一个市镇。 总面积75km², 总人口932人（2001年），人口密度12人/km²。